# Kai Eide

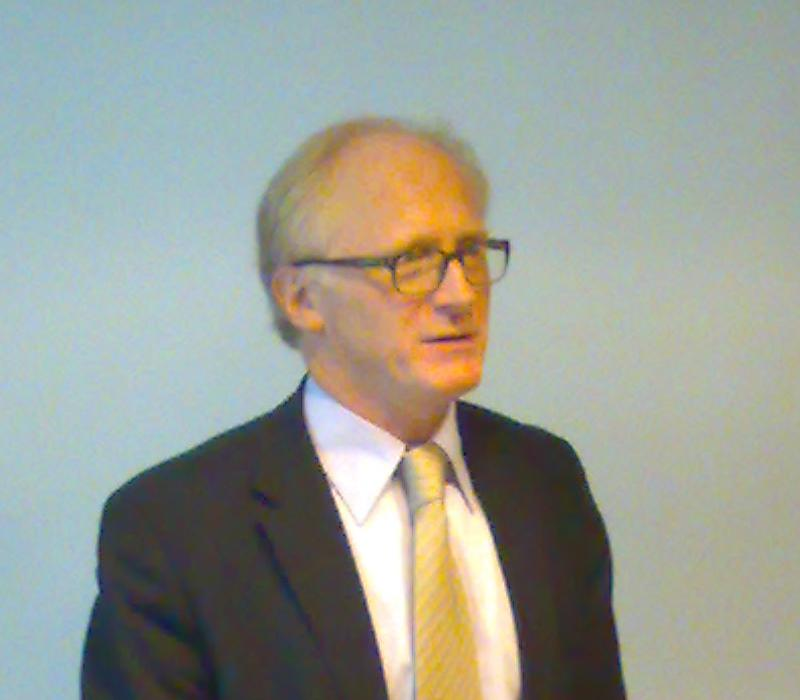
Kai Eide, Đặc sứ LHQ sang Afghanistan.

Kai Aage Eide (sinh 28 tháng 2 năm 1949 tại Sarpsborg) là một nhà ngoại giao Na Uy. Ông được bổ nhiệm chức vụ Đặc sứ Liên Hợp Quốc cho Afghanistan và Trưởng của Sứ mệnh hỗ trợ của Liên Hợp Quốc tại Afghanistan ngày 7 tháng 3 năm 2008.

### mâu thuẫn với Peter Galbraith
Ngày 8 tháng 10 năm 2009, Eide nói rằng các tố cáo cho rằng ông tìm cách che giấu chứng cứ gian lận trong cuộc bầu cử tổng thống vừa qua tại Afghanistan là hoàn toàn sai lạc. Eide bị cựu phụ tá của ông là Peter W. Galbraith tố cáo rằng ông che giấu các bằng chứng LHQ thu thập được về tình trạng gian lận có hệ thống trong cuộc bầu cử ngày 28 tháng 8. Peter Galbraith sau đó bị giải nhiệm sau khi bầy tỏ sự bất đồng ý kiến với Eide liên quan đến phương cách đối phó với tình hình này.
Khi đó, cuộc bầu cử vẫn chưa có kết quả ngã ngũ sau gần hai tháng và giới hữu trách kiểm lại khoảng 10% số phiếu với hy vọng là sẽ có kết quả sau cùng vào giữa tháng 10. Trong bản thông cáo gửi đến báo chí, Eide dự trù sẽ công khai giải quyết các lời tố cáo nhắm vào LHQ và cá nhân ông vào thời điểm thuận tiện. Các quan sát viên bầu cử nói có đến 30% số phiếu của đương kim Tổng thống Hamid Karzai là nhờ gian lận. Ngày 7 tháng 10 năm 2009, tờ Washington Post nói rằng có được các tài liệu mật của LHQ theo đó cho thấy các chứng cớ gian lận trầm trọng với số phiếu ở một số tỉnh vượt quá con số cử tri thật sự đi bầu tới hơn 100.000 phiếu.
Tờ báo nói rằng họ có một bảng thống kê, được Eide giữ kín, cho thấy có sự gian lận rất trầm trọng. Eide đòi hỏi phải để cho các ủy ban giám sát bầu cử ở Afghanistan có kết luận của họ và đưa ra kết quả trong vài ngày tới. Karzai lúc này dẫn đầu cuộc bầu cử vòng thứ nhất với 55% số phiếu. Ông chỉ cần 50% cộng một phiếu để được tuyên bố là người thắng cử. Đối thủ chính của ông là cựu Ngoại trưởng Abdullah Abdullah, có khoảng 28% số phiếu và mạnh mẽ cáo buộc phía Karzai gian lận. Galbraith tiên đoán Eide sẽ bị thay thế bằng nhà ngoại gia De Mistura của Thụy Điển.